# Antihelden
Antihelden ist eine deutsche Hip-Hop-Band, die aus den Rappern Dra-Q und Abroo besteht.

## Bandgeschichte
Die beiden Ü-30er Rapper Abroo und Dra-Q schlossen sich im Jahr 2009 zur Formation Antihelden zusammen und lebten hier ihre Vorliebe für kompromisslosen Boom Bap Sound und politische Texte aus. Die erste Veröffentlichung Kampf der Veteranen erschien am 26. März 2010 über NewDEF / Flavamatic als limitierte CD Edition und Onlinerelease. Das Mixtape bestand teils aus Archivmaterial der beiden Rapper, teils aus exklusiven Songs und beinhaltete Gastbeiträge internationaler Künstler wie Termanology, Reef the Lost Cauze, Boom Bap Project, Damion Davis und anderen.
Danach folgte das Album Kein Happy End, das 2010 ebenfalls über das Dresdner Label NewDEF erschien. Die beiden Rapper gingen dabei wieder zurück zu den Wurzeln und legen mit den Produzenten Snowgoons und MecsTreem wieder Wert auf Inhalte und den geerdeten Eastcoast Rap Sound der 90er Jahre. So finden sich auch auf Kein Happy End unter anderem Featuregäste aus den Staaten, wie dem durch die Hip-Hop-Kultband Non Phixion bekannt gewordenen Rapper Sabac Red.
Durch Auftritte auf einem der größten Hip-Hop-Festivals in Europa, dem Hip Hop Kemp im Jahr 2010 im Rahmen einer Tour zum Album und diversen Gastauftritten auf Tonträgern befreundeter Künstler, z. B. den Snowgoons, mit denen sie auf Terroristen Volk sogar auf Platz 92 der Schweizer Charts kamen, verschafften sich die älteren Herren mit der politischen Attitüde einen festen Platz in der deutschen Rapszene.
Im April 2013 wurde das Album Piratensender über das Label NewDEF veröffentlicht.
2014 veröffentlichte die Rap-Crew Ruffiction das Album Ruffnecks, auf dem die Antihelden beim Stück Over & Out zu hören sind.

## Diskografie
Alben
- 2010: Kampf der Veteranen
- 2010: Kein Happy End
- 2013: Piratensender

Singles und EPs
- 2011: RAW20elf Release auf Kassette & Downloadportalen[9]
- 2012: Weckruf Videosingle vom Album Terroristen Volk der Snowgoons mit Pal One, Lakmann One, JAW, Laas Unltd., Absztrakkt, Torch, Liquit Walker, D-Irie und mehr.
- 2014: Jesus Gun feat. Celph Titled und Apathy Videosingle vom Album Gebrüder Grimm der Snowgoons[10]

Sonstiges
- 2012: WTF Antihelden feat. Mortis One & Headdy Murphy (Juice-CD #112)[11]
- 2012: In the Night LGP feat Antihelden, RA the Rugged Man, Morlockk Dilemma und JAW[12]
- 2014 Over & Out Ruffiction feat Antihelden, Stück auf Ruffnecks